# Gränshultesjö
Gränshultesjö är en sjö i Kungsbacka kommun i Halland och ingår i Rolfsåns huvudavrinningsområde. Sjön är 9,1 meter djup, har en yta på 0,134 kvadratkilometer och är belägen 47 meter över havet.

## Delavrinningsområde
Gränshultesjö ingår i det delavrinningsområde (637750-129167) som SMHI kallar för Utloppet av Lygnern. Medelhöjden är 54 meter över havet och ytan är 99,45 kvadratkilometer. Räknas de 40 avrinningsområdena uppströms in blir den ackumulerade arean 561,2 kvadratkilometer. Avrinningsområdets utflöde Rolfsån (Nolån) mynnar i havet. Avrinningsområdet består mestadels av skog (49 procent) och jordbruk (11 procent). Avrinningsområdet har 32,66 kvadratkilometer vattenytor vilket ger det en sjöprocent på 32,8 procent. Bebyggelsen i området täcker en yta av 0,82 kvadratkilometer eller 1 procent av avrinningsområdet.